# 冴桐由
冴桐 由（さえぎり ゆう、本名、竹下 正哲、1970年（昭和45年） - ）は、日本の元小説家、農学者、拓殖大学国際学部教授。千葉県四街道市生まれ。

## 経歴
1999年北海道大学大学院農学研究科博士課程在学中に「最後の歌を越えて」で太宰治賞を受賞（単行本化の際に『最後の歌』と改題）。青年海外協力隊、シンクタンク勤務、日本福祉大学講師などを歴任。2004年「砂漠化域における土壌養分貯留機能の解析に基づく森林復元・土壌生態系再生に関する研究」で北大農学博士。

## 作品
- 『最後の歌』（筑摩書房 2000年）
- 『彼女にとって必要なもの ぼくにとって大切なこと』（筑摩書房 2003年）